# روپوست‌رستان
روپوست‌رستان (نام علمی: Epidermophyton) نام یک سرده از شاخه قارچ‌های کیسه‌ای است.